# Lwazi Maziya
Lwazi Enock Maziya (ur. 22 kwietnia 1983 w Manzini) – suazyjski piłkarz grający na pozycji obrońcy. Od 2010 jest zawodnikiem klubu Manzini Wanderers FC.

## Kariera klubowa
Swoją karierę piłkarską Maziya rozpoczął w klubie Mhlambanyatsi Rovers FC. W sezonie 2003/2004 zadebiutował w jego barwach w pierwszej lidze suazyjskiej. W debiutanckim sezonie został z nim mistrzem kraju. W sezonie 2005/2006 grał w Mbabane Swallows FC, z którym zdobył Puchar Eswatini. W latach 2006–2008 występował w amerykańskim Alabama A & M Bulldogs, a w latach 2008-2009 ponownie w Mhlambanyatsi Rovers. W 2010 roku przeszedł do Manzini Wanderers FC. W sezonie 2010/2011 został z nim wicemistrzem kraju.

## Kariera reprezentacyjna
W reprezentacji Eswatini Maziya zadebiutował 31 maja 2004 w zremisowanym 1:1 towarzyskim meczu z Mozambikiem. W debiucie strzelił gola. Od 2004 do 2013 wystąpił w kadrze narodowej 18 razy i strzelił 2 gole.